# إبراهيم فرايد
إبراهيم فرايد (بالإنجليزية: Avraham Fried)‏ هو مغن مؤلف ومغني أمريكي، ولد في 22 مارس 1959 في نيويورك في الولايات المتحدة.

## وصلات خارجية
- الموقع الرسمي
- إبراهيم فرايد على موقع ميوزك برينز (الإنجليزية)